# Typhloglomeris martensi
Typhloglomeris martensi är en mångfotingart som först beskrevs av Sergei I. Golovatch 1981.  Typhloglomeris martensi ingår i släktet Typhloglomeris och familjen Glomeridellidae. Inga underarter finns listade i Catalogue of Life.